# 神保長城
神保長城（生年不詳－卒年不詳）是日本戰國時代武將。父親是神保長職，兄長是神保長住。

## 簡歷
被認為是神保長職的次子。反上杉派的兄長長住被親上杉派的父親長職敵視而出奔並仕於織田信長。因此長職把家督之位讓予長城，與不久後出家並改名為宗昌的父親一同發放連署狀。但是之後父親長職再度背叛上杉家而與一向一揆和睦，神保氏無法避免地轉換為反上杉派。元龜三年期間父親長職死去，但是繼承人長城仍然想跟隨著父親的路線，1576年被上杉謙信攻陷本據增山城。一說指長城在此時被討死，因為後來消息不明。